# رودي فولر
رودي فولر (بالألمانية: Rudi Völler) من مواليد 13 ابريل 1960 في هاناو في ألمانيا، لاعب كرة قدم ألماني سابق، ومدرب كرة قدم حالي.
بدأ مسيرته الكروية مع نادي كيكرز اوفنباخ الألماني من عام 1977 حيث شارك في 73 مباراة احرز من خلالها 19 هدف . انتقل فولر بعد ذلك إلى نادي ميونخ 1860 في عام 1980، ولعب معهم حتى عام 1982، وقد شارك في تلك الفترة في 70 مباراة وسجل 46 هدف، وفي عام 1982 انتقل إلى نادي فيردر بريمن الألماني، ولعب معهم حتى عام 1987، وشارك في 137 مباراة وسجل 97 هدف، وفي عام 1987 انتقل إلى نادي روما الإيطالي، ولعب معهم حتى عام 1992، وشارك معهم في 142 مباراة وسجل 45 هدف، وفي عام 1992 انتقل إلى نادي مارسيليا الفرنسي، ولعب معهم حتى عام 1994، وشارك معهم في 58 مباراة وسجل 24 هدف، وفي عام 1994 انتقل إلى نادي باير ليفركوزن الألماني، ولعب معهم حتى عام 1996، وشارك معهم في 62 مباراة وسجل 26 هدف.
و قد لعب مع منتخب ألمانيا لكرة القدم في 90 مباراة دولية وسجل 47 هدف بين عامي 1982 و1994 مع زميله كلاوس أوغنتيلر.
و قد درب منتخب ألمانيا لكرة القدم في كأس العالم لكرة القدم 2002 وكأس الأمم الأوروبية لكرة القدم 2004.

## مسيرته الكروية
لعب رودي فولر خلال مسيرته الاحترافية مع 6 أندية في تسعة عشر موسمًا وسجل خلالها 257 هدف ضمن 543 مباراة. حيث فاز في موسم واحد بالكأس وفي موسم واحد بالدوري.
خاض رودي فولر مسيرته مع نادي كيكرز أوفنباخ في موسم 1977–78 واستمر معه طيلة ثلاثة مواسم، مشاركًا في 74 مباراة سجل خلالها 19 هدفًا. ثم انتقل إلى نادي ميونخ 1860 في موسم 1980–81 ولمدة موسمين، حيث شارك في 70 مباراة سجل خلالها 46 هدفًا. لينتقل بعدها إلى نادي فيردر بريمن في موسم 1982–83 ليلعب معه خمسة مواسم، مشاركًا في 137 مباراة سجل خلالها 97 هدفًا. ثم انتقل إلى نادي روما في موسم 1987–88 ليلعب معه خمسة مواسم، مشاركًا في 142 مباراة سجل خلالها 45 هدفًا. هذا وانتقل لاحقًا إلى نادي أولمبيك مارسيليا في موسم 1992–93 ولمدة موسمين، مشاركًا في 58 مباراة سجل خلالها 24 هدفًا. ثم انتقل بعدها إلى نادي باير 04 ليفركوزن في موسم 1994–95 ولمدة موسمين، مشاركًا في 62 مباراة سجل خلالها 26 هدفًا.

## روابط خارجية
- رودي فولر على موقع IMDb (الإنجليزية)

- رودي فولر على موقع الاتحاد الدولي (مؤرشف)  (الإنجليزية)
- رودي فولر على موقع الاتحاد الأوربي (الإنجليزية)
- رودي فولر على موقع قاعدة بيانات كرة القدم.إي يو (الإنجليزية)
- رودي فولر على موقع بيانات كرة القدم. دي إي (الألمانية)
- رودي فولر على موقع ليكيب (الفرنسية)
- رودي فولر على موقع ناشيونال فوتبول تيمز (الإنجليزية)
- رودي فولر على موقع عالم كرة القدم.نت (الإنجليزية)
- رودي فولر على موقع كووورة